# Eugenie von der Leyen

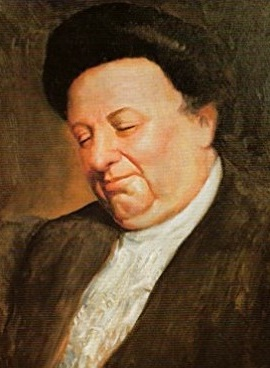
Eugenie von der Leyen, Porträtgemälde. Der niedergeschlagene Blick und der freundlich-verschlossene Gesichtsausdruck drücken Bescheidenheit und Distanz zum Gemaltwerden aus.

Eugenie Amalie Adelheid von der Leyen und zu Hohengeroldseck (* 15. Mai 1867 in München; † 9. Januar 1929 auf Schloss Unterdießen) war eine Prinzessin aus dem fürstlichen Haus Von der Leyen und zu Hohengeroldseck. Sie wurde als römisch-katholische Mystikerin, religiöse Visionärin und Autorin von Selbstzeugnissen bekannt.

## Leben
Eugenie war das jüngste der sechs Kinder von Philipp von der Leyen (1819–1882) und Adelheid geb. von Thurn und Taxis (1829–1888). In ihrer Jugend wollte sie in ein Kloster eintreten, was aber aus Gesundheitsgründen unterblieb. Als unverheiratete Schwester des Schlossherrn Erwein von der Leyen (1863–1938) lebte sie überwiegend in der Familienresidenz Schloss Waal, von 1925 bis zu ihrem Tod dann im nahegelegenen Schloss Unterdießen. Zeitzeugen beschreiben sie als bodenständig, hilfsbereit, freigiebig und humorvoll. Sie fertigte Handarbeiten für die Mission an, u. a. bestickte sie Messgewänder.
Erstmals am 9. August 1921 hatte sie nach eigener Aussage eine Vision von Armen Seelen im Fegefeuer, was sich danach bis zu ihrem Tod wiederholt habe. Ihre Aufzeichnungen beschreiben die Verstorbenen, die ihr u. a. in Tiergestalt erscheinen, und deren Gespräche mit ihr, die um die Sünden ihres Erdenlebens, um Sühne und endgültige Erlösung kreisen und die Bitte um Fürsprache der Lebenden einschließen.
Bei ihrer Familie fand Eugenie mit diesen Erlebnissen keinen Glauben – mit Ausnahme ihres Neffen Erwein von der Leyen (1894–1970) und dessen römischer Frau Maria Nives geb. Ruffo della Scaletta (1898–1971), durch deren Vermittlung das Originalmanuskript der Visionsbeschreibungen in die Vatikanbibliothek gelangt sein soll. 
Bestärkt wurde sie hingegen vom Gemeindepfarrer Sebastian Wieser (1879–1937), der von 1916 bis 1926 in Waal amtierte. Er wurde zu ihrem geistlichen Begleiter, ermutigte sie, die Visionen in Tagebuchform aufzuschreiben, und betrieb die Drucklegung. Er erklärte, mehrere der in den Visionen namentlich auftretenden, der Seherin unbekannten Verstorbenen gekannt zu haben, gab an, dass die biografischen Einzelheiten zuträfen, und verbürgte sich für die Glaubwürdigkeit.
Seit dem Kriegsende bis zuletzt 2015 erschienen Eugenie von der Leyens Meine Gespräche mit Armen Seelen in verschiedenen Druckausgaben, auch in portugiesischer, italienischer und niederländischer Sprache.